# Ella István
Ella István (Veresegyház, 1947. január 8. –) magyar orgonaművész, karnagy.

## Életpályája
1967–1971 között a Zeneművészeti Főiskola hallgatója volt; orgonát Gergely Ferencnél, kórusvezetést pedig Várkonyi Zoltánnál tanult. 1971–1972 között Weimarban tanult a Liszt Musikhochschule-ban. 1972–1974 között Lipcsében a Hochschule für Musik Felix Mendelssohn-Bartholdy diákja volt. 1975–1990 között az Országos Filharmónia szólistája volt. 1976–1986 között a Corelli Kamarazenekar művészeti vezetője és szólistája volt. 1979–1984 között a Székesfehérvári Szimfonikus Zenekar karmestereként tevékenykedett. 1989-től az általa alapított Budapesti Bach Kórus vezetője. 1990–1993 között a Hungaroton vezérigazgatója volt. 1991-től a Magyar Zenei Kamara etikai bizottságának elnöke. 2007–2009 között a Debreceni Kodály Kórus vezető karnagya volt.
Szólistaként fellépett számos európai országban: Kanada, Libanon, India, USA és Izrael. Mesterképzéseket tartott vagy vendégprofesszor volt Nagy-Britanniában, Lengyelországban, Németországban és Magyarországon.

## Családja
Szülei: Ella István és Mészáros Ilona voltak. 1975-ben házasságot kötött Bodonyi Katalinnal. Két gyermekük született: Dániel (1978) és Kitti (1981).

## Díjai
- Prágai Nemzetközi Orgonaverseny: II. díj (1971)
- J. S. Bach Nemzetközi Orgonaverseny, Lipcse: II. díj (1972)
- Anton Bruckner Nemzetközi Orgonaverseny, Linz: I. díj (1974)
- J. S. Bach Nemzetközi Orgonaverseny, Brügge: I. díj (1976)
- Liszt Ferenc-díj (1999)
- A Magyar Köztársasági Érdemrend lovagkeresztje (2007)